# William Wallace Phelps

William Wallace Phelps (1859)

William Wallace Phelps (* 1. Juni 1826 im Oakland County, Michigan; † 3. August 1873 in Spring Lake, Michigan) war ein US-amerikanischer Politiker. Zwischen 1858 und 1859 vertrat er den Bundesstaat Minnesota im US-Repräsentantenhaus.

## Werdegang
William Phelps besuchte die öffentlichen Schulen seiner Heimat. Danach studierte er bis 1846 an der University of Michigan in Ann Arbor. Nach einem anschließenden Jurastudium und seiner im Jahr 1848 erfolgten Zulassung als Rechtsanwalt begann er in seinem neuen Beruf zu arbeiten. Außerdem arbeitete er als Registrar für das Katasteramt in Red Wing im damaligen Minnesota-Territorium.
Politisch war Phelps Mitglied der Demokratischen Partei. Nach dem Beitritt Minnesotas zur Union wurde er im zweiten Wahlbezirk des neuen Staates in das US-Repräsentantenhaus in Washington, D.C. gewählt, wo er am 11. Mai 1858 sein neues Mandat antrat. Bis zum 3. März 1859 beendete er im Kongress die laufende Legislaturperiode, die von den heftigen Diskussionen um die Frage der Sklaverei im Vorfeld des Bürgerkrieges bestimmt war.
Nach dem Ende seiner Zeit im US-Repräsentantenhaus arbeitete Phelps wieder als Anwalt in Red Wing. Er starb im August 1873 in Spring Lake (Michigan) und wurde in Red Wing beigesetzt.